# Ноккрохери

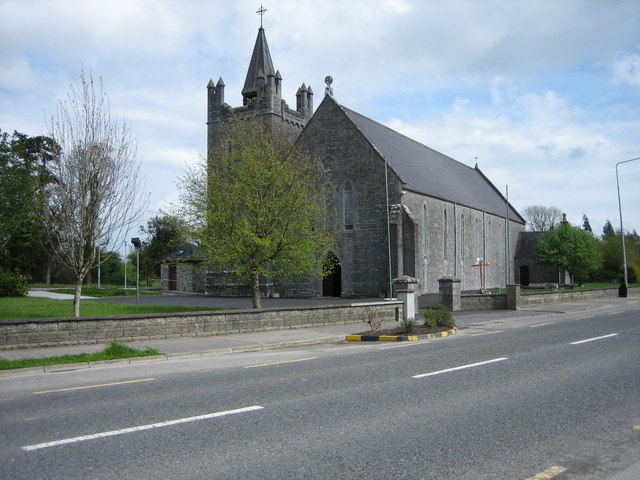
Местная католическая церковь

Ноккрохери (англ. Knockcroghery; ирл. Cnoc an Chrocaire) — деревня в Ирландии, находится в графстве Роскоммон (провинция Коннахт) у трассы N61.
Местная железнодорожная станция была открыта 13 февраля 1860 года и закрыта 17 июня 1963 года.